# Nationalisme de gauche

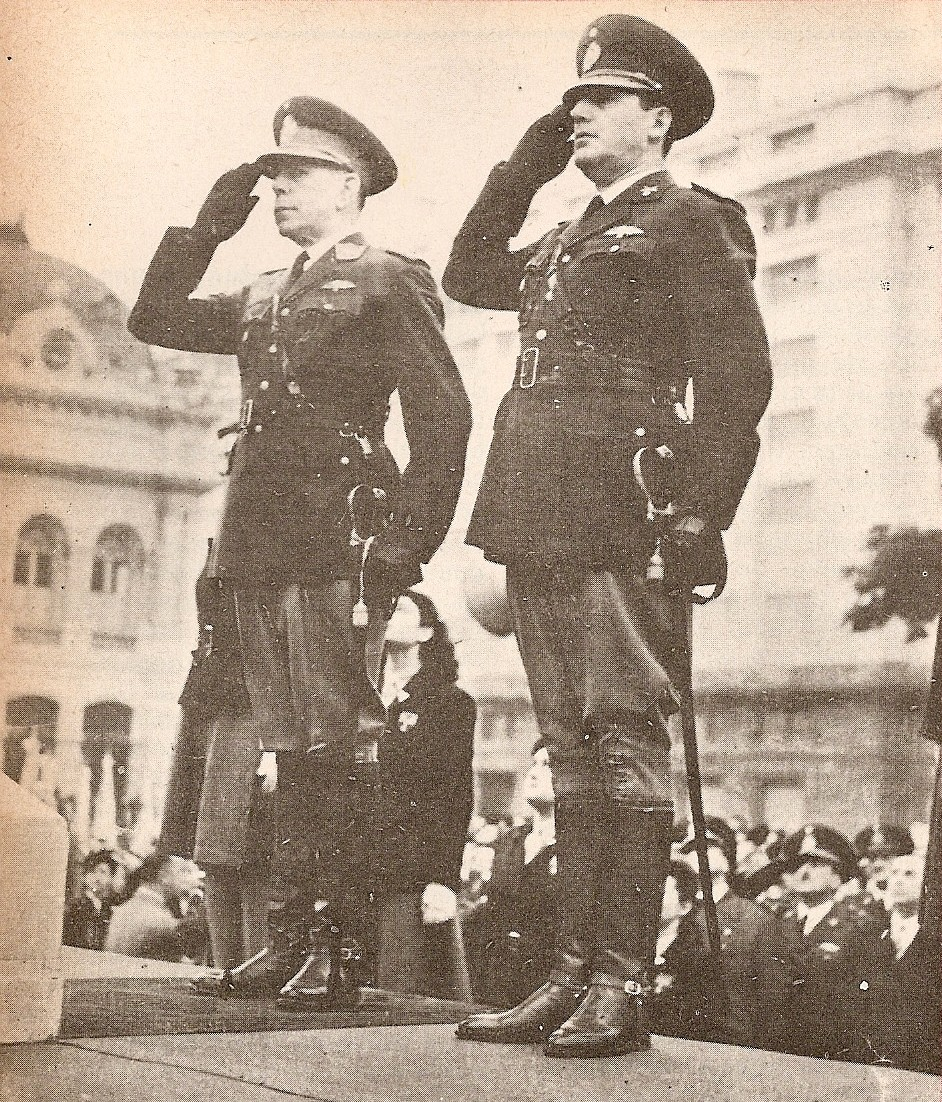
Les militaires nationalistes argentins Edelmiro Julián Farrell et Juan Perón en avril 1945.

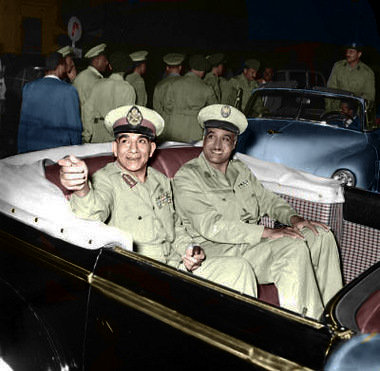
Le Mouvement des officiers libres ayant mené le coup d'état anti-monarchiste de 1952 a marqué le début d'un mouvement nationaliste progressiste influent : le nassérisme.

Le nationalisme de gauche ou nationalisme populaire (terme désignant ceux qui rejettent la désignation de gauche et droite) est une forme de nationalisme qui lie la culture d'une conscience nationale avec les principes d'égalité citoyenne, de souveraineté populaire, d'autodétermination nationale et de solidarité internationale. On peut également retrouver le terme social-nationalisme. Le nationalisme de gauche, comme le nationalisme de droite, conduit souvent au chauvinisme en temps de guerre. Cela a ainsi donné naissance au concept de chauvinisme social, qui peut être décrit comme un patriotisme agressif ou fanatique, particulièrement en temps de guerre [source insuffisante], soutenant sa propre nation (par exemple, son gouvernement, sa culture, son ethnicité, etc.). En plus de vouloir accroître la souveraineté et la défense identitaire de leur propre pays, les nationalistes de gauche soutiennent souvent les mouvements indépendantistes dans d’autres pays.
Durant les années 2020, l'Europe voit la montée en puissance d'organisation et de partis nationalistes de gauche à l'instar du SMER – social-démocratie, le BSW - Pour la raison et la justice ou le Front Ouvrier espagnol, s'opposant autant à la droite qu'à la gauche « post-moderne ». Ces groupes ont pour projet commun le nationalisme local, la justice sociale, la préférence nationale, l'identitarisme et l'opposition à l'immigration et le souverainisme. Ils s'opposent communément à la mouvance LGBT, à la Nouvelle gauche, rejettent l'internationalisme libéral, l'impérialisme américain, l'OTAN, le « gauchisme », l'idéologie réactionnaire et la droite néolibérale,,.

## Aperçu
Des termes tels que socialisme national, nationalisme social et nationalisme socialiste ne doivent pas être confondus avec le fascisme allemand adopté par le parti nazi qui s'appelait lui-même national-socialisme. Cette idéologie prônait l'impérialisme par l'expansion territoriale et coloniale de la nation allemande, tout en s'opposant à la souveraineté populaire et à l'autodétermination nationale des non-Allemands. Le nationalisme de gauche actuel ne promeut ni l’impérialisme, ni le colonialisme, mais ce fut effectivement le cas par le passé, notamment par Jules Ferry, célèbre représentant de la gauche française du XIXème siècle et fervent nationaliste[source insuffisante].
Certains groupes nationalistes de gauche ont historiquement utilisé le terme national-socialisme pour eux-mêmes, mais seulement avant la montée des nazis ou en dehors de l’Europe. Depuis la montée en puissance des nazis, le national-socialisme est devenu associé presque exclusivement à leurs idées et il est rarement utilisé en relation avec le nationalisme de gauche en Europe, le socialisme national ou le nationalisme socialiste étant préféré au national-socialisme.
Le nationalisme de gauche rassemble divers courants qui avaient un socle commun de nationalisme d'orientation socialiste progressiste, réformiste ou révolutionnaire. Il comporte généralement une forte composante de nationalisme économique, c'est pourquoi il se produit principalement dans des pays économiquement dépendants ou sous-développés, qui cherchent à se développer grâce à l'intervention de l'État et à mettre l'économie au service d'intérêts nationaux considérés comme stratégiques. Il tend également à avoir une composante sociale, car il comprend que la nation n'est pas séparée des personnes qui l'habitent et qu'une nation forte et développée ne peut être réalisée que grâce à la justice sociale, car autrement, la nation plongerait dans le chaos et les conflits permanents en raison de l'injustice et du déséquilibre social. Les nationalismes de gauche sont souvent anti-impérialiste et anti-colonialiste,.
Au XXIe siècle, la définition des nationalistes de gauche a également été appliquée aux partis et mouvements européens sur des positions caractérisées par le populisme de gauche, l'euroscepticisme, l'antimondialisme et le rejet de l'immigration, en vue de à la protection sociale - économie des classes les plus défavorisées du pays et pour des raisons identitaires,.

## Idéologie
Au niveau national, les nationalistes de gauche, comme les nationalistes de droite, s’efforcent de promouvoir la culture nationale et les normes et valeurs dominantes, dans certains cas la promotion de l'identité ethnique, dans d'autres, l'identité civique.
Les nationalistes de gauche ont généralement une origine socialiste (démocratique ou autoritaire), social-démocrate, progressistes ou conservatrice sur le plan sociétal (la Gauche conservatrice) combinée à une préférence pour la souveraineté de l'État-nation. Les nationalistes de gauche s’efforcent donc de réduire les écarts de richesse dans le pays, de conserver le contrôle ou de nationaliser des services publics (tels que la santé, l’énergie et les transports publics). Les mouvements nationalistes de gauche n'ont pas tendances à prôner la suprématie, toutefois, certaines formes de nationalismes de gauche ont adopté des thèses ethno-différencialistes favorable à une société homogène, avec opposition à l'immigration,,
Dans ce contexte, les nationalistes de gauche rejettent totalement ou dans une large mesure le néolibéralisme et l’ingérence supranationale. Les nationalistes de gauche veulent que les pays décident eux-mêmes de questions telles que l’économie, la santé et la défense.

### Formes

#### Nationalisme social-démocrate
Le nationalisme social-démocrate est fortement diffusé dans certaines nations en voie de développement mais également dans une partie de l'Europe.
En exemple européen, le SMER – social-démocratie slovaque a soutenu une conception nationaliste modérée de la social-démocratie dans les années 2020 qui s'est traduit par un rejet net de l'immigration et une défiance vis-à-vis de certaines politiques officielles de l'OTAN.
Par exemple, le parti travailliste australien avait également tenue une ligne similaire dans son histoire au début du XXe siècle.

#### Nationalisme socialiste
Le nationalisme socialiste est un concept qui fait référence à la combinaison du socialisme avec le nationalisme ou avec une certaine forme de sentiment national ou de nationalité. Le terme contraste avec l'internationalisme du socialisme marxiste et est généralement appliqué à certaines variantes non marxistes du socialisme comme le Péronisme argentin, la Voie birmane vers le socialisme, le Nassérisme et le Baasisme pan-arabes,, le Socialisme africain et le Néo-socialisme en France.
Des formes influencées par le marxisme tout en étant indépendantes de celui-ci comme le Sandinisme ou le Chavisme,.
Le nationalisme social de gauche peut se décliner sous des formes autoritaires. Les Partis Baas de Syrie et dans le passé celui d'Irak qui ont professé le nationalisme arabe et le socialisme d'État.
Les nationalismes de gauche qui n'ont pas été influencés par le marxisme sont pour la plupart hostiles aux principes marxistes d'internationalisme, de lutte des classes et d'athéisme d'État, notamment les formes influencées par les socialismes religieux ou défendant un laïcisme modéré.

#### Nationalisme progressiste
Le nationalisme de gauche moderne est associé au socialisme, mais le nationalisme de gauche non socialiste existe également. Le nationalisme culturellement et économiquement progressiste est appelé «nationalisme progressiste». Ce nationalisme de gauche moderne et non socialiste est prédominant dans certaines régions, comme la Corée du Sud. Certains sociaux-libéraux modernes soutiennent que le « nationalisme progressiste » est nécessaire pour promouvoir l'égalité sociale et économique et développer la démocratie.
En France, le nationalisme de gauche trouve ses origines dans le jacobinisme de la Révolution française et formait une variante progressiste du nationalisme ainsi que la première forme de nationalisme historique. Theodore Roosevelt était un nationaliste américain progressiste de premier plan. Giuseppe Mazzini et d'autres radicaux classiques de gauche ont également soutenu le nationalisme italien et sont parmi les artisans du Risorgimento.

#### Ethno-nationalisme social

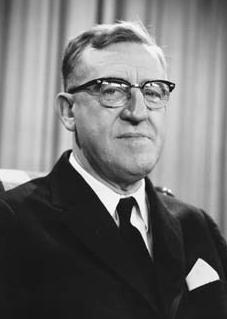
Arthur Calwell, chef du parti travailliste d'Australie pendant les années 1960, était un fervent soutien de la politique de l'Australie blanche.

L'Ethno-nationalisme social est une doctrine visant à favoriser le progrès social tout en défendant des intérêts ethniques de différents peuples, tant l'émancipation que la suprématie.
Par exemple, le Parti travailliste d'Australie avait une forte composante nationaliste blanche et a ouvertement soutenu la politique de l'Australie blanche par le passé.
Le nationalisme arabe laïc prôné par le baasisme et auparavant par le nassérisme défend une conception ethno-culturelle du nationalisme prônant la fin du féodalisme et du tribalisme défendant une forme de socialisme arabe, le progrès social et la laïcité, lui permettant d'intégrer aussi bien des chrétiens arabes et des alaouites.
Une partie du nationalisme noir aux États-Unis visait à défendre les intérêts des Noirs américains était fortement influent dans les années 1970 avec des groupes comme les Black Panthers.
Les groupes indigénistes sud-américains ont également pour base la défense des intérêts ethniques des Amérindiens tout en favorisant le progrès social et le partage des richesses.

#### National-communisme
Le national-communisme est une variante communiste du nationalisme, rejetant toute forme de propriété privée et fonctionnant en régime soviétisé, mélé toutefois d'un fort nationalisme et parfois d'un racialisme totalement absent du communisme marxiste. Les exemples de national-communisme sont le régime du Parti communiste chinois en Chine ou celui du Parti communiste roumain sous Nicolae Ceausescu en Roumanie. Le Juche du Parti des travailleurs de Corée est une idéologie ultranationaliste et communiste. Les Khmers rouges étaient également des ethno-nationaliste khmers.
La Ligue des communistes de Yougoslavie a également promu un nationalisme yougoslave unificateur face aux puissances étrangères mais aussi en raison des séparatismes internes et en réaction aux nationalismes croate, serbe et slovène.
Après la chute de l'URSS, des groupes nationalistes russes à tendance communiste se sont développés en Russie.

### Mouvements
Parmi les mouvements nationalistes notables dans l'histoire on peut citer le Congrès national indien à l'époque de Mohandas Karamchand Gandhi, le Sinn Féin durant la guerre d'indépendance irlandaise et durant le conflit nord-irlandais, et de le Congrès national africain en Afrique du Sud sous Nelson Mandela qui s'attaqua à l'apartheid.
Josip Broz Tito en tant que leader de la Yougoslavie et de la Ligue des communistes de Yougoslavie a promu le nationalisme de gauche. Joseph Staline, influencé par les idées d'Ilia Tchavtchavadzé et de Noé Jordania, théorisa la doctrine marxiste-léniniste du « patriotisme révolutionnaire » (reprise plus tard par Mao Zedong) qui était la forme de nationalisme communiste en vigueur dans la plupart des pays socialistes d'Europe de l'Est ainsi qu'en URSS.

## Historique

### En Amérique
Le nationalisme de gauche a notamment inspiré de nombreux militaires latino-américains, réceptifs à cette doctrine en raison de l’ingérence répétée des États-Unis dans les affaires politiques et économiques des nations du Sud et de la misère sociale solidement enracinée dans le continent.

#### Argentine
Le nationalisme argentin de gauche a existé au sein du mouvement péroniste, qui était alors installé dans tout le spectre politique argentin de l'extrême droite à l'extrême gauche.
Durant les années de dictatures militaires, l'apparition du Péronisme révolutionnaire formait une faction de la gauche nationaliste péroniste se distinguant par un soutien à la lutte armée contre la junte civico-militaire en place entre les années 1950 et les années 1970, au sein de ce qui est appelé la Résistance péroniste. Il était dirigé par John William Cooke et Envar El Kadri et était rattaché à Héctor José Cámpora.
Les Montoneros et une partie des Fuerzas Armadas Peronistas défendait une perspective nationaliste, syndicaliste et sociale pour l'Argentine ainsi que le retour de Peron en Argentine. Elles étaient très fortement imprégnées de la théologie de la libération.

#### Canada
Au Canada, le nationalisme est associé à la gauche dans le contexte à la fois du nationalisme québécois et du nationalisme canadien (principalement au Canada anglais, mais aussi au Québec).
Les années 1960 au Canada voient la montée d'un mouvement en faveur de l'indépendance du Québec. Parmi les partisans de cette option constitutionnelle pour le Québec se trouvaient des militants d'un Québec indépendant et socialiste. Avant les années 1960, le nationalisme au Québec avait pris diverses formes. Premièrement, un nationalisme libéral radical émerge et domine le discours politique du Bas-Canada du début du XIXe siècle jusqu’aux années 1830. Les années 1830 ont vu l’expression plus bruyante d’un nationalisme libéral et républicain qui a été réduit au silence avec les rébellions de 1837 et 1838. Dans les années 1840, dans le Bas-Canada aujourd’hui annexé, une expression modérément libérale du nationalisme a succédé à l’ancienne, qui est restée existait mais s'est par la suite cantonné à la marginalité politique. Parallèlement, un nouveau nationalisme catholique et ultramontain émerge. L’antagonisme entre les deux expressions incompatibles du nationalisme dura jusque dans les années 1950.
Au Canada anglais, le soutien à l'intervention gouvernementale dans l'économie pour défendre le pays contre les influences étrangères (c'est-à-dire américaines) est l'une des plus anciennes traditions politiques du Canada, remontant au moins à la politique nationale (protection tarifaire) de Sir John A. Macdonald historiquement est vu à gauche comme à droite. Cependant, les appels à des formes plus extrêmes d’implication gouvernementale pour empêcher une éventuelle prise de pouvoir américaine sont un élément essentiel de la gauche canadienne depuis les années 1920 et peut-être avant. Le nationalisme de droite n’a jamais soutenu de telles mesures, ce qui constitue l’une des différences majeures entre les deux. Le nationalisme de gauche a également été plus désireux de se passer des symboles historiques canadiens associés à l'héritage colonial britannique du Canada, comme le Red Ensign canadien ou même la monarchie. Le nationalisme de gauche canadien-anglais a toujours été représenté par la plupart des partis socialistes du Canada, des factions avec le Nouveau Parti démocratique social-démocrate (comme le Mouvement pour un Canada socialiste indépendant dans les années 1960 et 1970) et sous une forme plus diluée dans certains éléments du le Parti libéral du Canada (comme le trudeauisme dans une certaine mesure), se manifestant dans des groupes de pression comme le Conseil des Canadiens. Ce type de nationalisme est associé au slogan « C'est soit l'État, soit les États », inventé par la Ligue canadienne de la radio dans les années 1930 lors de sa campagne pour qu'un radiodiffuseur public national concurrence les stations de radio privées américaines diffusant au Canada.
Le Front de libération du Québec était une manifestation de la violence indépendantiste du nationalisme de gauche québécois.

#### Cuba

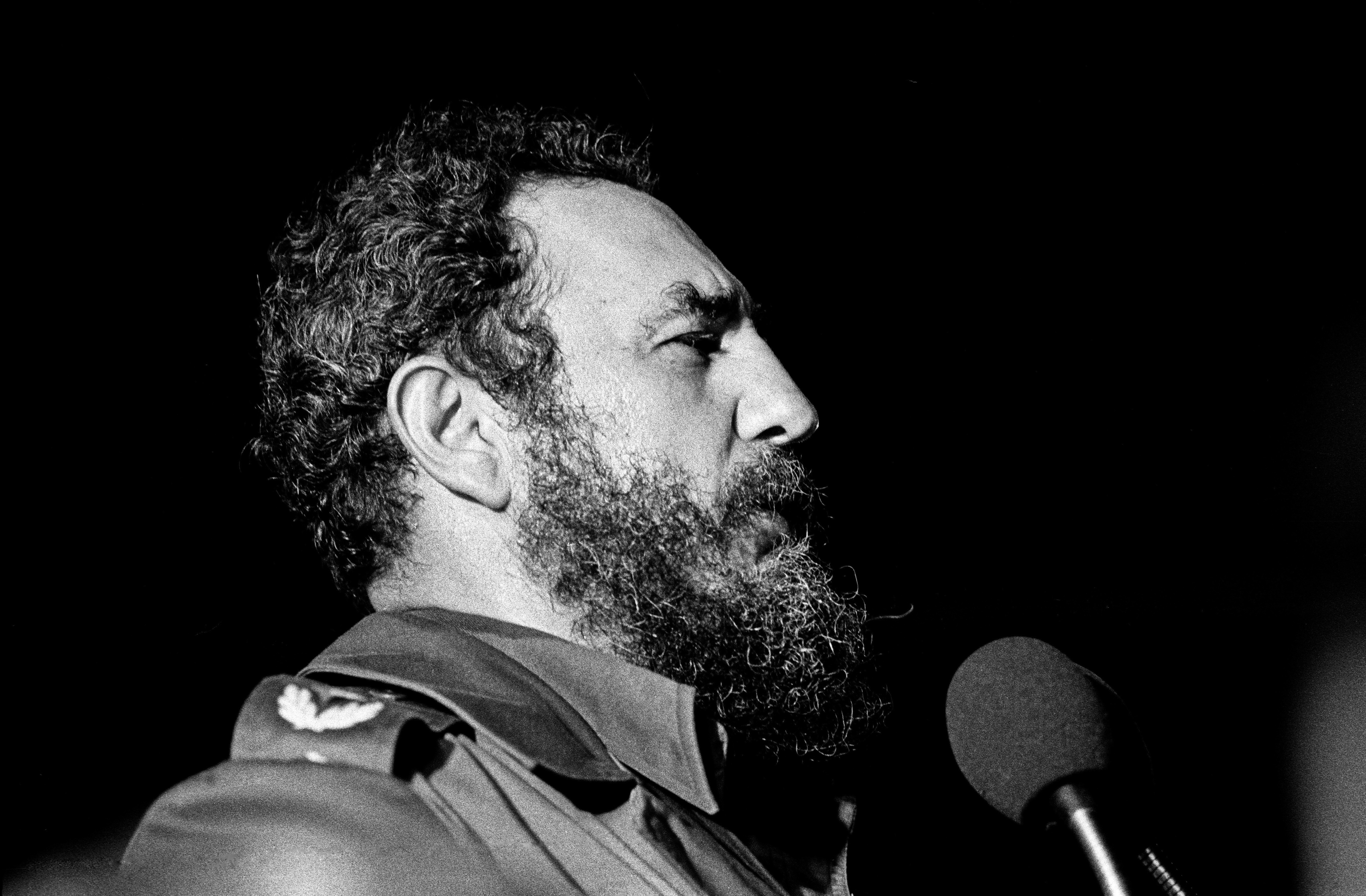
Fidel Castro à la Havane en 1978.

Dans une interview accordée en 1960 à la revue Bohemia , publiée à La Havane, Che Guevara affirmait le caractère à la fois socialiste et nationaliste de la révolution cubaine, déclarant : «On pourrait la schématiser en l'appelant nationalisme de gauche».
En 1992, l’historien Arthur M. Schlesinger Jr. a recueilli cette déclaration du président cubain Fidel Castro : « Notre priorité est notre propre survie – la survie de notre révolution. Le plus important est d’affirmer les droits de la souveraineté nationale. Aujourd’hui, le nationalisme est très fort dans le monde, ainsi que la religion. Nous, socialistes, avons commis une erreur en sous-estimant la force du nationalisme et de la religion...» Schlesinger Jr. commente : « La force de Castro ne s'enracine finalement pas dans son socialisme doctrinaire mais dans son nationalisme passionné ».

#### États-Unis
Theodore Roosevelt et sa politique ont été qualifiées de nationaliste progressiste.
En 1971, plusieurs membres de l'AIM, dont Dennis Banks et Russell Means, se sont rendus au mont Rushmore. Ils ont convergé vers la montagne afin de protester contre la saisie illégale des Black Hills sacrées de la nation Sioux en 1877 par le gouvernement fédéral des États-Unis, ce qui violait son précédent traité de Fort Laramie de 1868. La manifestation a commencé à faire connaître les problèmes de l'American Indian Movement. En 1980, la Cour suprême a statué que le gouvernement fédéral avait pris illégalement les Black Hills. Le gouvernement a proposé une compensation financière, mais les Sioux Oglala l'ont refusée, insistant sur la restitution des terres à leur peuple. L’argent du règlement rapporte des intérêts.

L'influenceur Jackson Hinkle est rattaché au nationalisme de gauche américain montant dans les années 2020.

#### Nicaragua
Le Sandinisme, qui est l'idéologie du Front sandiniste de libération nationale, se base sur un fort nationalisme nicaraguéen contre l'influence étrangère américaine et auparavant contre la dictature des Somoza soutenus par les États-Unis.
L'idéologie sandiniste, formée par Carlos Fonseca, se réclame d'Augusto César Sandino et de sa lutte contre l'impérialisme étranger. Défendant le nationalisme et le populisme, un socialisme radical, le principe du sacrifice et la théologie de la libération, une doctrine de la gauche chrétienne latino-américaine.
Elle contient deux tendances, une tercériste qui défend un socialisme nicaraguéen non-marxiste, une autre influencée par le marxisme-léninisme. La tendance tercériste, majoritaire, balaiera définitivement la tendance marxiste-léniniste. Les Tercéristes pensent que le Nicaragua devrait traverser une phase révolutionnaire de transition démocratique populaire qui ne serait pas marxiste-léniniste jusqu'à ce qu'il atteigne une société socialiste. Les Tercéristes défendent une volonté d'avoir des alliances tactiques avec les secteurs des élites de la société.

#### Salvador

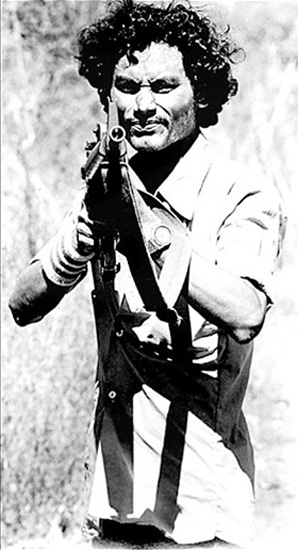
Un soldat du FMLN vise lors d'un « avis routier » en temps de guerre près de Suchitoto, au Salvador (1984).

Le Front Farabundo Martí de libération nationale formé en 1980 en tant que principal groupe rebelle durant la guerre civile du Salvador, quatre organisations formèrent le Frente Farabundo Martí de Liberación Nacional (FMLN), prenant le nom de Farabundo Martí, le leader paysan lors du massacre des paysans salvadoriens en 1932. En décembre 1980, la branche salvadorienne du Partido Revolucionario de los Trabajadores Centroamericanos se détacha de son organisation centrale et s'affilia au FMLN.
Aujourd'hui, le FMLN est un parti politique.

#### Venezuela

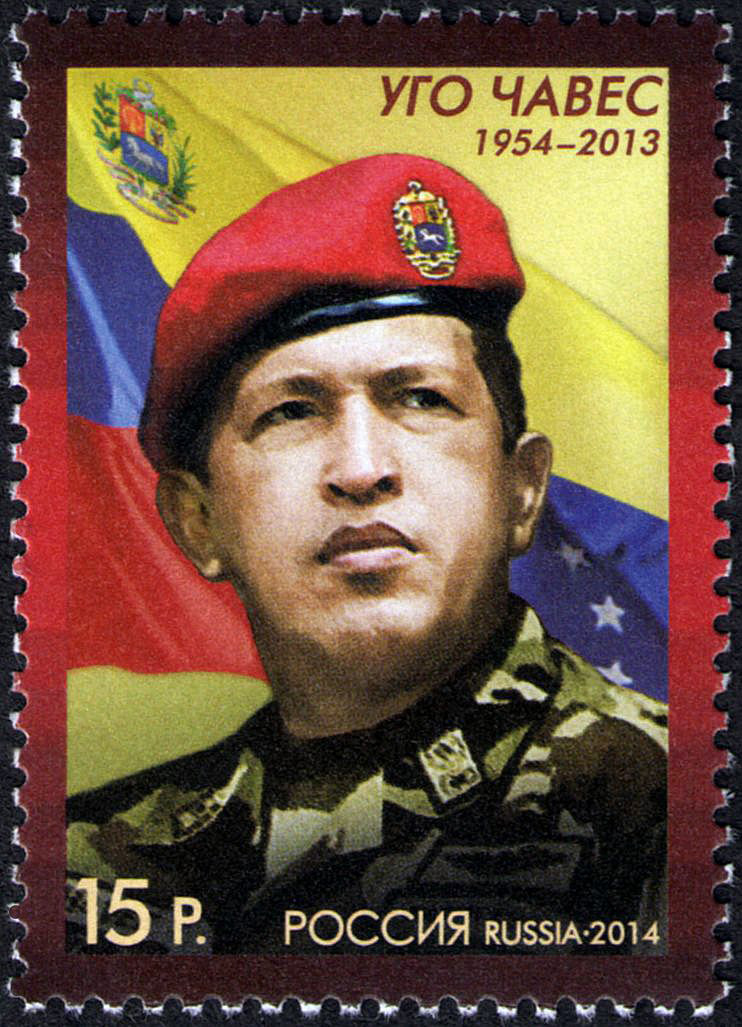
Timbre russe à l'effigie du président et fondateur du chavisme Hugo Rafael Chávez Frías.

Le nationalisme de gauche est l'une des composantes du chavisme, l'idéologie basée sur la pensée politique d'Hugo Chávez, leader de la révolution bolivarienne et président du Venezuela de 1999 à 2013.
D'une manière générale, les politiques chavistes incluent la nationalisation, le socialisme du XXIe siècle les programmes de protection sociale et l'opposition au néolibéralisme (en particulier les politiques du Fonds monétaire international et de la Banque mondiale). Selon Chávez, le socialisme vénézuélien accepte la propriété privée mais cherche également à promouvoir la propriété sociale.

### En Asie

#### Arménie

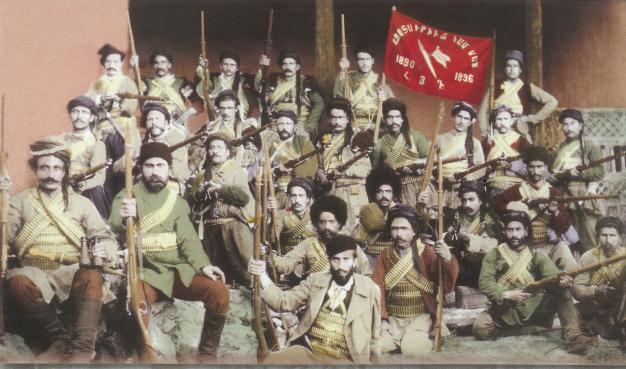
Groupe de fédaïs combattant sous la bannière de la Fédération révolutionnaire arménienne.
La bannière se lit « la liberté ou la mort ».

La Fédération révolutionnaire arménienne (FRA), fondée à la fin du XIXe siècle, fut une grande force politique au sein des guérilleros nationalistes appelés Fédaïs arméniens. La FRA prône traditionnellement la démocratie socialiste, est l'organisation la plus politiquement orientée et a traditionnellement été l'un des plus fervents partisans du nationalisme arménien et est favorable à l'irrédentisme. Dans sa lutte contre l'Empire ottoman, elle s'était alliée à l'Empire russe.
Elle a joué un rôle de premier plan dans la formation de la première république d'Arménie, qui est tombée aux mains des communistes soviétiques en 1920. Par la suite l'ARF s'est établie au sein des communautés de la diaspora arménienne, où elle a aidé les Arméniens pour préserver leur identité culturelle. Elle intégra l'antisoviétisme dans ses idées et s'est rétablie en Arménie après la dissolution de l'Union soviétique en 1991. Elle participa a divers gouvernements après la chute de l'URSS.
Une autre organisation de gauche nationaliste plus radicale au sein de la diaspora arménienne fut l'ASALA (Armée secrète arménienne de libération de l'Arménie), une organisation nationaliste ethnique socialiste-révolutionnaire, hostile à l'OTAN, prônant la destruction du « colonialisme turc » et pro-palestinienne. Elle a participé à la guerre du Liban en affrontant les Phalanges libanaises et ses alliés israéliens, puis a participé à la première guerre du Haut-Karabagh en 1991. Une de ses figures de proue, Monte Melkonian, est un héros national arménien.

#### Bangladesh
Après sa guerre de libération de 1971 contre le Pakistan, le Bangladesh a écrit ses convictions contraignantes en faveur de « la laïcité, du nationalisme et du socialisme ». Pendant longtemps, le nationalisme bengali a été promu au Bangladesh tout en excluant les autres minorités, ce qui a conduit le président Ziaur Rahman du Parti nationaliste du Bangladesh (BNP) à changer le nationalisme bengali en nationalisme bangladais où tous les citoyens du pays sont égaux devant la loi. Ce nouveau nationalisme au Bangladesh a été promu par le BNP et la Ligue Awami, appelant à l'unité nationale et à la promotion culturelle. Cependant, le BNP promouvra plus tard également l'unité islamique et a exclu les hindous de l'unité nationale tout en réunissant les musulmans Bihari et les bouddhistes Chakma. Ceci est différent de la position laïque résolue de la Ligue Awami concernant l'identité nationale unissant toutes les minorités religieuses.

#### Péninsule coréenne
De nombreux Coréens (du Nord et du Sud) possèdent un fort sentiment de «fierté ethnique», motivé en partie par la façon dont des voisins plus puissants (Japon, Chine) ont intimidé la Corée tout au long de son histoire.
De nombreux Coréens se méfient des puissances voisines. Un exemple représentatif de ce sentiment est les drames sud-coréens, qui sont généralement connus pour avoir des représentations négatives des Américains, des Chinois et des Japonais et des représentations positives des Nord-Coréens.
Dans la politique moderne, les libéraux et progressistes sud-coréens placent «l'indépendance» (독립) comme valeur principale, tandis que le Jucheiste d'extrême gauche nord-coréen met également en avant une forte idéologie «d'indépendance» (주체) basée sur le nationalisme et l'anti-impérialisme coréens .

##### Corée du Nord

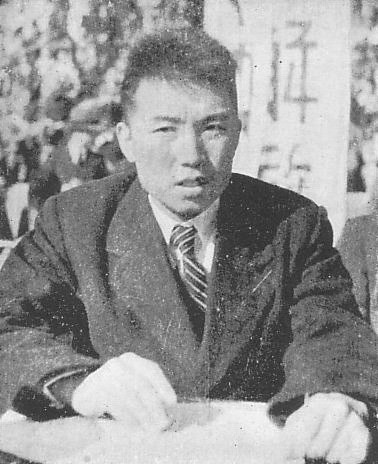
Kim Il-sung lutta contre les Japonais qui tentèrent d'effacer la culture coréenne et fondera finalement la Corée du Nord après la libération.

Les experts analysent que l'anti-sadaejuui et l'anticolonialisme radicaux de la Corée du Nord ont été les principales causes de la pauvreté économique de la Corée du Nord. Le gouvernement nord-coréen fait preuve d'hostilité envers tous pour des raisons historiques contre les puissances voisines telles que les États-Unis, la Chine et le Japon. Bruce Cumings a analysé que la raison pour laquelle la Corée du Nord ne s'effondre pas est qu'il s'agit d'un pays profondément anti-impérialiste (beaucoup de Nord-Coréens se méfient des puissances environnantes).

##### Corée du Sud
Le nationalisme de gauche sud-coréen soutient l'anti-impérialisme, le décolonialisme anti-japonais et l'unification coréenne. Ils sont généralement considérés comme des nationalistes ethniques dans la mesure où ils s'opposent au nationalisme aligné sur l'État, encouragent l'hostilité envers le Japon et la sympathie pour la Corée du Nord, mais ils sont plus proches des nationalistes romantiques que des nationalistes ethniques parce qu'ils ont une position plus ouverte que les conservateurs sur des questions telles que la diversité et multiculturalisme,. Par exemple, le mouvement féministe en Corée du Sud a souvent un sentiment anti-japonais. Cela a été naturellement formé par les crimes de guerre commis par l'empire du Japon au cours de la Seconde Guerre mondiale.
Historiquement, les libéraux classiques de Corée ont détesté et résisté à la dynastie Qing (Chine) et à l'empire du Japon plutôt qu'aux conservateurs classiques qui se conforment aux pouvoirs. En raison de l'histoire de la division de la Corée menée par les États-Unis et l' Union soviétique, où l'autodétermination des Coréens a été ignorée, le nationalisme diplomatique coréen est devenu plus important dans le camp progressiste que dans le camp conservateur en Corée du Sud.
Les nationalistes progressistes voient l'élimination des vestiges hiérarchiques "colonialistes pro-japonais (partiellement pro- chinois et pro-américains)" par le nationalisme comme une condition préalable à la réalisation du progressisme social,.

#### Japon
En 1906, la « Théorie Kokutai et socialisme pur » d' Ikki Kita reliait le socialisme à l'empereur et au nationalisme et influençait la Faction de la voie impériale de l'armée. Dans les années 1930, les socialistes Katsumaro Akamatsu et Yuzo Shimanaka prônaient le socialisme nationaliste et Akamatsu fonda le L'Institut japonais de recherche socialiste. En outre, Hisashi Aso du Shakai Taishūtō et d'autres ont évalué la « défense du principe de défense nationale et de son renforcement » par l'armée comme « une expression des tendances socialistes de l'armée », et ont participé activement au mouvement du Nouveau Système et Taisei Yokusankai, Shumei Okawa a lié le socialisme, l'économie contrôlée et le pan-asianisme.
À partir des années 1920, la faction ouvrière et paysanne (Rōnō) a affronté le Komintern dans le débat sur la révolution démocratique japonaise et le débat sur le capitalisme japonais, plaidant pour un socialisme adapté au Japon, et a influencé l'aile gauche ultérieure du Parti socialiste et le socialisme à la japonaise.
Le conflit de Sunagawa dans les années 1950, les luttes sécuritaires des années 1960 et 1970, le mouvement anti-guerre du Vietnam, le mouvement de réversion du continent d’Okinawa et le mouvement anti-impérialiste de libération nationale présentaient tous des aspects de nationalisme anti-américain et anti-occidental.
Parmi les nouvelles gauches japonais, la Lutte commune Keihin Anpo s'est battue pour pénétrer dans l'aéroport de Haneda et a attaqué des bases militaires américaines à la dynamite sous le slogan du « patriotisme anti-américain », tandis que l'Armée rouge japonaise faisait campagne pour la « révolution » et soutenait les luttes pour la libération de Palestine. Il existe des exemples dans lesquels le Parti communiste japonais (aile gauche) , qui a une forte tendance vers la pensée de Mao Zedong, a prôné le « patriotisme ».
Après la fin de la guerre froide, les partis de gauche japonais ont tenté de se transformer de partis de classe en partis de masse. C’est peut-être pour cette raison que le nombre d’appels au nationalisme a augmenté.
Sur le site officiel du Parti social-démocrate, Mizuho Fukushima, membre de la Chambre des conseillers , a déclaré lors de la séance plénière de la Chambre des conseillers : « Je suis un patriote » et a déclaré sur le Parti libéral-démocrate : « Le Parti libéral-démocrate manque de patriotisme (dans le contexte de la critique des conservateurs pro-américains).

#### Taïwan (république de Chine)
Le mouvement nationaliste de gauche de Taïwan tend à mettre l'accent sur «l'identité taïwanaise» séparée de la Chine. En conséquence, le nationalisme de gauche taïwanais prend une position pro-américaine pour contrer «l'impérialisme chinois», même s'il a été initialement influencé par les mouvements socialistes occidentaux, dont le léninisme.

#### Turquie
La mouvance Ulusalcılık est une mouvance de gauche fortement nationaliste et kémaliste qui prône la laïcité, l'hostilité envers l'immigration étrangère. Le mot à la base était un autre mot pour désigner le nationalisme turc avant de désigner une mouvance particulière. La mouvance défend des objectifs tels que la pleine indépendance, le développement de l'industrie nationale, l'élimination de la dépendance étrangère, la pleine production nationale, croit en la nécessité de préserver les principes fondateurs de base de la République, de préserver la structure unitaire de l'État-nation, de donner la priorité à la laïcité et "intérêts nationaux". Parallèlement à cela, elle rejette l'internationalisme et synthétise le socialisme et le kémalisme. La mouvance a été menée par Mümtaz Soysal et Doğu Perinçek, aujourd'hui, elle est représentée par le Vatan Partisi, allié à la droite nationaliste de l'Alliance populaire.
Le magazine hebdomadaire La gauche turque défend une position ulusalcı. Ils promeuvent souvent le nationalisme, le socialisme et la laïcité. Cependant, contrairement à de nombreux socialistes, ils critiquent souvent Karl Marx et considèrent Mustafa Kemal Atatürk et Sultan Galiev comme des idéologues du socialisme nationaliste turc. Le magazine a été fermé à la suite de la tentative de coup d'État du 15 juillet 2016 en Turquie.

#### Viêt Nam
Le mouvement indépendantiste du Viet Minh était dirigé par le nationaliste et communiste Hô Chi Minh considéré « parmi les plus grands représentants du nationalisme révolutionnaire asiatique moderne » Ayant reçu une éducation familiale basée sur des valeurs patriotiques, Hô Chi Minh s'est rapproché dans sa jeunesse du nationalisme de gauche.

### En Europe

#### Bulgarie
En 2023, une montée du nationalisme est observée dans le Parti socialiste bulgare. La dirigeante du parti, Korneliya Ninova, a commencé à rediriger le caractère politique progressiste du parti en le dirigeant vers une rhétorique nationaliste.

#### France
Autour de 1900, le nationalisme français passe d'un nationalisme de gauche jacobin, unitaire, mystique (patriotisme républicain) notamment sous le second Empire et après 1870 avec Gambetta, à un nationalisme de droite barrèsien, militariste, tourné vers le revanchisme germanophobe et le régionalisme.
Le nationalisme est né comme une position de gauche pendant la Révolution française et les guerres de la Révolution française. Les nationalistes de gauche originels endossaient le nationalisme civique. qui définissait la nation comme un plébiscite quotidien et comme formée par la volonté subjective de vivre ensemble. Lié au revanchisme, la volonté belligérante de se venger de l'Allemagne et de reprendre le contrôle de l'Alsace-Lorraine, le nationalisme pourrait alors s'opposer parfois à l'impérialisme. En pratique, motivé par la double idée de libérer des territoires du pouvoir conservateur et d'absorber ces peuples libérés dans la nation civique, le nationalisme de gauche français a souvent fini par justifier ou rationaliser l'impérialisme, notamment dans le cas de l'Algérie.
Dans l'entre-deux-guerres, une fraction de la SFIO a développé une théorie concluant à la nécessité de rompre avec l'internationalisme pour permettre la victoire du socialisme, en construisant une puissance publique étatique soutenue par l'ensemble des classes sociales et non par la classe ouvrière seulement. C'est l'idée d'un État porté par un peuple rassemblé dans l'idée de nation au détriment d'un État porté par la classe ouvrière rassemblée dans l'idée de révolution. Adrien Marquet et surtout Marcel Déat (cf. l'article de Déat dans La Vie socialiste, no 325, 15 avril 1933 et son livre Perspectives Socialistes, Paris, Libraire Valois, 1930) sont les théoriciens de ce social-nationalisme français, vivement dénoncé par Léon Blum : "un socialisme national ne serait plus le socialisme et deviendrait rapidement anti-socialiste à moins qu'il ne le fût à l'origine". Ailleurs il ajoutera : "tout ce qui contribue à intensifier le sentiment national, à le passionner, à lui donner un caractère de repliement méfiant et d'animosité, contribue par là même à créer le milieu favorable au développement et au succès du fascisme" (Le Populaire, 14 août 1933). Ce conflit interne provoquera la scission dite des "neo-socialistes", en juillet 1933, lors du XXXe congrès de la SFIO, poussés à l'extérieur par Léon Blum écrivant : "J'ai réfléchi, depuis ce matin. Je l'avoue, ce sentiment d'épouvante ne s'est pas atténué. Il s'est fortifié. Il y a eu même des moments où je me suis demandé si ce n'était pas là le programme d'un parti 'socialiste national' […] Et je vous dis du plus profond de mon expérience : gardez-vous du danger que le discours de Marquet faisait apparaître, que dans votre haine du fascisme, vous ne lui empruntiez ses moyens et même son idéologie" (Le Populaire, 17 juillet 1933).
Il a été repris plus récemment par Dominique Reynié pour désigner la partie de la gauche française ayant appelé à voter non au référendum de 2005 sur le traité établissant une Constitution pour l'Europe.

#### Grèce

L'un des drapeaux utilisés par l'Armée démocratique grecque pendant la guerre civile grecque, de 1946 à 1949.

Avant même la Seconde Guerre mondiale, la gauche grecque a développé un fort nationalisme grec, ce qui était une position singulière vis-à-vis des gauches européennes de l'époque.
Durant la Seconde Guerre mondiale, le Front de libération nationale était une force nationaliste coalisée formée par le Parti socialiste de Grèce, le Parti agraire de Grèce, l'Union de la démocratie populaire et le Parti communiste grec. Parmi ces partis politiques opposés à l'occupation nazie, deux d'entre eux ont défendus une politique nationaliste grecque.
Ainsi, durant la guerre civile grecque, les communistes grecs de l'Armée démocratique de Grèce ont fait de la propagande nationaliste l'une de leurs armes de communication contre l'étranger en opposition aux britanniques qui défendaient les monarchistes grecs.
Un nationalisme de gauche faisait également partie de l'idéologie historique du Mouvement socialiste panhellénique.

#### Irlande
Le nationalisme irlandais est un nationalisme de gauche depuis sa création. Les premiers nationalistes du XIXe siècle, tels que les United Irishmen dans les années 1790, les Young Irelanders dans les années 1840, la Fenian Brotherhood dans les années 1880, ainsi que le Sinn Féin et le Fianna Fáil dans les années 1920, se sont tous coiffés de diverses manières après la gauche française, le radicalisme et républicanisme. Cette combinaison du nationalisme avec des positions de gauche était possible car l'État-nation qu'ils recherchaient était envisagé dans le contexte de l'État plus socialement conservateur et plurinational du Royaume-Uni,.

#### Italie
Le nationalisme italien à ses bases a une forte faction prédominante à gauche, les figures historiques sont Giuseppe Mazzini et Giuseppe Garibaldi, figures de premier plan du risorgimento qui sont également considérés comme parmi les principaux pères fondateurs de l'Italie moderne.
Durant la moitié du XIXe siècle jusqu'au début du XXe siècle, le nationalisme italien est principalement représenté par le mouvement de la Gauche historique,.
Au début du XXe siècle, le nationalisme le plus virulent vient de la Gauche interventionniste durant la Première Guerre mondiale, alors que l'Italie était de base neutre et membre de la Triple-alliance, les interventionnistes de gauche, motivés par l'Irrédentisme italien, ont activement défendu une ligne en faveur de la Triple-entente pour récupérer des territoires italophones alors annexés par l'Autriche-Hongrie. Les interventionistes de gauche sont d'origines diverses (républicain, mazzinien , social-réformiste, socialiste démocrate , socialiste dissident, révolutionnaire ) qui a vu dans la Grande Guerre l'opportunité historique, tant pour l'achèvement de la Unité et à la fois pour la palingénésie du système politique italien et pour l'organisation du système économique, juridique et social.
Parmi ces nationalistes de gauche se trouvaient de figures qui marqueront l'histoire italienne du XXe siècle telles que Cesare Battisti (qui vivait dans les territoires italophones de l'Autriche-Hongrie), Vincenzo Baldazzi, Roberto Farinacci, Leonida Bissolati, le futur dictateur fasciste Benito Mussolini, le futur théoricien marxiste Antonio Gramsci et le futur dirigeant communiste Palmiro Togliatti.
L'Italie est entrée dans la Première Guerre mondiale en 1915 dans le but de parachever l'unité nationale : pour cette raison, l'intervention italienne dans la Première Guerre mondiale est également considérée comme la quatrième guerre d'indépendance italienne.

#### Pologne
À la fin du XIXe siècle, le mouvement ouvrier polonais s'est scindé en deux factions, l'une proposant la révolution communiste et l'autonomie polonaise au sein de l'Empire russe qui a établi la social-démocratie du Royaume de Pologne et de Lituanie, rebaptisée plus tard Parti communiste de Pologne. Cependant, la plupart des militants considèrent l'indépendance de la Pologne comme une condition nécessaire à la réalisation d'un programme politique socialiste, car après la partition de la Pologne, l'Autriche-Hongrie, la Prusse et la Russie ont réprimé leurs citoyens ethniquement polonais de toutes les classes sociales. Ces militants ont créé le Parti socialiste polonais (PPS). Pendant la Première Guerre mondiale, le chef du PPS, Józef Piłsudski, est devenu un dirigeant de la Pologne fantoche dominée par l'Allemagne, puis a rompu l'alliance avec les puissances centrales, revendiquant une deuxième République polonaise indépendante. En tant que chef de l'État, Piłsudski a signé dès les premières semaines des décrets sur la journée de travail de huit heures, l'égalité des droits pour les femmes, l'éducation gratuite et obligatoire, les soins de santé et l'assurance sociale gratuits, faisant de la Pologne l'un des pays les plus progressistes de l'entre-deux-guerres.
En Pologne même, le PPS est considéré comme une gauche indépendantiste et patriotique (contrairement à la gauche internationaliste) plutôt que nationaliste de gauche. De nos jours, les partis et organisations notables qui se rapprochent le plus de l'idée d'un nationalisme de gauche sont l'Autodéfense de la république de Pologne sous la direction d'Andrzej Lepper et Zmiana dirigée par Mateusz Piskorski. Tous deux prônent le patriotisme, le conservatisme social, l'euroscepticisme, l'anti-impérialisme (forte critique de l'OTAN et de la politique étrangère américaine) et le nationalisme économique. L'Autodéfense a remporté 53 sièges sur 460 aux élections de 2001 et 56 en 2005. De 2005 à 2007, elle a fait partie du gouvernement de coalition avec deux autres partis (l'un de droite et l'autre nationaliste). Depuis lors, il n'a plus de représentants au Sejm polonais.

#### Russie
À la suite de la chute de l'Union soviétique, un bon nombre de mouvements de gauche ont adopté un fort nationalisme, suivi d'un conservatisme social.
Le Front de salut national dans les années 1990 était un rassemblement de forces nationalistes russes, de droite et de gauche, unis dans l'opposition à Boris Yeltsine et au gouvernement libéral qui s'est installé au pouvoir, duquel une alliance a été conclue entre quelque 3 000 militants communistes et nationalistes unis par leur opposition à la présidence de l'époque. Le nationalisme pur et dur était représenté par un certain nombre d'auteurs et d'idéologues de premier plan. À la suite de la fondation de ce front, le Parti communiste de la fédération de Russie a adopté le nationalisme sous l'impulsion de Guennadi Ziouganov,. Le Front a joué un rôle de premier plan dans la Crise constitutionnelle russe.
La crise constitutionelle russe va avoir un fort impact dans l'émergence d'un nationalisme de gauche russe, allant d'un nationalisme social-démocratie à un national-communisme exacerbé hostile à l'immigration et à l'hégémonie américaine. La multiplication des groupes nationalistes de gauche a commencé à ce moment précis.
Il y a également certaines figures mimitaires et politiques de l'Union soviétique qui se sont ralliées au nationalisme, à l'instar de Viktor Anpilov (en) qui était un syndicaliste communiste radical russe, a soutenu le parti de droite nationaliste de Vladimir Jirinovsky aux élections présidentielles de 2012 ou du général Albert Makachov (en) qui a défendu une synthèse du nationalisme radical avec des éléments communistes.
Une émergence d'un national-bolchévisme a également vu le jour sous l'impulsion d'Édouard Limonov et d'Alexandre Douguine, avec la fondation du Parti national-bolchévique puis de l'Autre Russie.
Une autre figure de ce nationalisme de gauche russe est Zakhar Prilepine, qui se réclame du « nationalisme d'extrême gauche », celui-ci a également tenu des positions clairement anti-LGBT et est un écrivain à succès en Russie et à l'international.
Le parti Russie juste tient une ligne nationaliste de gauche avec des éléments sociaux-démocrates et conservateurs culturel. Fortement influent, il a soutenu la politique étrangère de Vladimir Poutine tout en s'opposant à certaines politique intérieures.
Pendant la guerre russo-ukrainienne, les nationaux-bolchéviques ont formés des milices armées appelées « Interbrigades » en appui aux rebelles ukrainiens pro-russes.

#### Slovaquie
Le SMER – social-démocratie est la principale force nationaliste et populiste de Slovaquie.
Le SMER s'inscrit dans une politique nationaliste de gauche à tendance sociale-démocrate qui s'oppose à l'immigration et défend la sociale-démocratie.

### En Océanie

#### Australie
Au cours des années 1890, des romanciers et poètes d'origine australienne tels que Henry Lawson, Joseph Furphy et Banjo Paterson se sont inspirés de l'archétype du bushman australien. Ces écrivains et d'autres ont formulé la légende de la brousse qui incluait des notions largement de gauche selon lesquelles la classe ouvrière australienne de l'Outback était démocratique, égalitaire, anti-autoritaire et cultivée. Cependant, des termes comme nationaliste et patriotique ont également été utilisés par les conservateurs politiques pro- Empire britannique, culminant avec la formation en 1917 du Parti nationaliste d'Australie qui est resté le principal parti de centre-droit jusqu'à la fin des années 1920.
Au cours des années 1940 et 1950, des intellectuels radicaux, dont beaucoup ont rejoint le Parti communiste australien (CPA), combinaient l'internationalisme philosophique avec un engagement nationaliste radical envers la culture australienne. Ce type de nationalisme culturel était possible parmi les radicaux en Australie à l'époque en raison du tournant patriotique de la politique du Komintern à partir de 1941, la compréhension la plus courante de ce que signifiait être patriotique à l’époque était une sorte de nationalisme racial pro-impérial et le sentiment anti-britannique était jusqu’à la fin des années 1960 considéré comme subversif, et le nationalisme radical s’accordait avec un respect croissant pour la production culturelle australienne parmi les intellectuels, lui-même un produit de la rupture des chaînes d’approvisionnement culturelle – les acteurs principaux et les scénarios étaient toujours venus de Grande-Bretagne et des États-Unis – occasionnée par la guerre.
Le gouvernement Barton, arrivé au pouvoir à la suite des premières élections au parlement du Commonwealth en 1901, fut formé par le Parti protectionniste avec le soutien du Parti travailliste australien. Le soutien du Parti travailliste était conditionné à la restriction de l'immigration non blanche, reflétant les attitudes du Syndicat des travailleurs australiens et d'autres organisations syndicales de l'époque, sur le soutien desquelles le Parti travailliste a été fondé.
Au début de la Seconde Guerre mondiale, le Premier ministre travailliste John Curtin renforça le message de la politique de l'Australie blanche en déclarant : « Ce pays restera à jamais la patrie des descendants de ceux qui sont venus ici en paix pour s'établir dans le Sud. Seas est un avant-poste de la race britannique".
Le chef du Parti travailliste, Arthur Calwell, a soutenu la politique de l'Australie européenne blanche. Cela se reflète dans les commentaires de Calwell dans ses mémoires de 1972 Be Just and Fear Not dans lesquels il a clairement indiqué qu'il maintenait son point de vue selon lequel les personnes non européennes ne devraient pas être autorisées à s'installer en Australie, en écrivant :

« Je suis fier de ma peau blanche, tout comme un Chinois est fier de sa peau jaune, un Japonais de sa peau brune et les Indiens de leurs différentes teintes allant du noir au café. Quiconque n’est pas fier de sa race n’est pas du tout un homme. Et tout homme qui tente de stigmatiser la communauté australienne en la qualifiant de raciste parce qu’elle veut préserver ce pays pour la race blanche fait beaucoup de mal à notre nation. [...] Je rejette, en conscience, l'idée selon laquelle l'Australie devrait ou pourra jamais devenir une société multiraciale et survivre. »

La tradition nationaliste radicale a été remise en question dans les années 1960, au cours desquelles les chercheurs de la Nouvelle Gauche ont interprété une grande partie de l’histoire australienne – y compris l’histoire du travaillisme – comme dominée par le racisme, le sexisme, l’homophobie et le militarisme.

### Dans les pays arabes

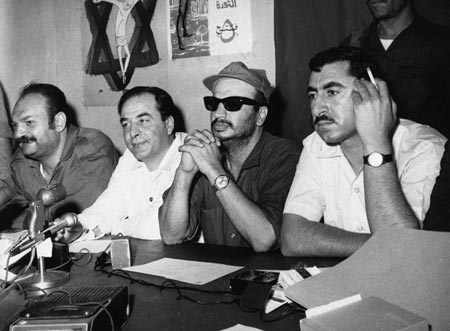
Yasser Arafat (au centre, avec des lunettes de soleil) avec Nayef Hawatmeh (le leader du Front démocratique pour la libération de la Palestine) (à la gauche d'Arafat) et Kamal Nasser (à sa droite) lors d'une conférence de presse à Amman, 1970

Après 1945, le socialisme est au cœur d’un certain nombre de discours anti-impérialistes et nationalistes dans le monde arabe. L'historien Georges Corm souligne que le socialisme apparaît aussi comme « une recette pour sortir le monde arabe de son sous-développement ». Outre la question de la justice sociale, le socialisme est considéré comme un vecteur de modernisation économique. Les nationalistes inventent ainsi l'expression « socialisme arabe ». Bien qu'il se distingue du communisme, notamment dans son rapport à la religion, il en partage aussi certaines caractéristiques telles qu'une méfiance plus ou moins prononcée à l'égard de la féodalité, du tribalisme ou encore du patriarcat.
Parmi les principaux représentants de ce courant se trouvent notamment l’Égyptien Gamal Abdel Nasser, le Marocain Mehdi Ben Barka, les Algériens Ahmed Ben Bella et Houari Boumédiène, le Tunisien Salah Ben Youssef, l’Irakien Ahmad Hassan al-Bakr, les Palestiniens Yasser Arafat et Georges Habache, ou encore le Libanais Kamal Joumblatt.

#### Algérie
La guerre d'Algérie a vu l'émergence du Front de libération nationale algérien. Son idéologie est le nationalisme algérien arabe, couplé à la social-démocratie et au panarabisme républicain. Sa base avait de fortes références socialisantes et a influé sur le nom de la nouvelle république d'Algérie, en forme longue République algérienne démocratique et populaire.

#### Égypte

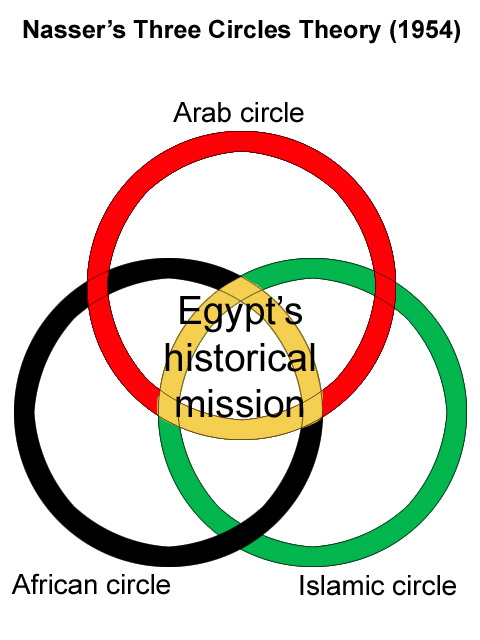
La politique de Gamal Abdel Nasser appliquée à trois niveaux, concourant à définir ce que l'État égyptien devrait être.

Le Nassérisme égyptien défendait la justice sociale, le nationalisme arabe, le populisme de gauche et le socialisme arabe. Celui-ci rejetait formellement les fondamentalistes islamiques des Frères musulmans et s'opposait au sionisme. Le Nassérisme défendait le progrès social, les droits des femmes avec pour objectif de plus de répartition des richesses, la consolidation de la République, l'unification du monde arabe sous un seul état, la fin du féodalisme et la laïcité,.
Toutefois, bien qu'alliés de l'Union soviétique pendant la guerre froide dans un contexte de pragmatisme, les nasséristes étaient anticommunistes et se sont montrés extrêmement répressifs à l'égard des communistes égyptiens, traités à égalité avec les Frères musulmans, principaux adversaires du régime de Gamal Abdel Nasser.
Le nassérisme a eu une forte postérité en Égypte, d'un côté, la politique sociale de répartition des richesses, la défense des droits des femmes, l'opposition au colonialisme et la nationalisation du canal de Suez ont été des succès marquants du nassérisme. Toutefois, les succès militaires furent limités, car la période nassérienne est également marquée par la stagnation de la guerre au Yémen du Nord (surnommée le Vietnam égyptien par la suite) et par la défaite de la guerre des Six jours.

#### Syrie
La Syrie a vue un nombre de mouvements nationalistes de gauche fortement influents dans son histoire récente, à l'heure actuelle, la majorité de son histoire politique a été dominée par le nationalisme de gauche sous différente forme. La plus influente est le baasisme.

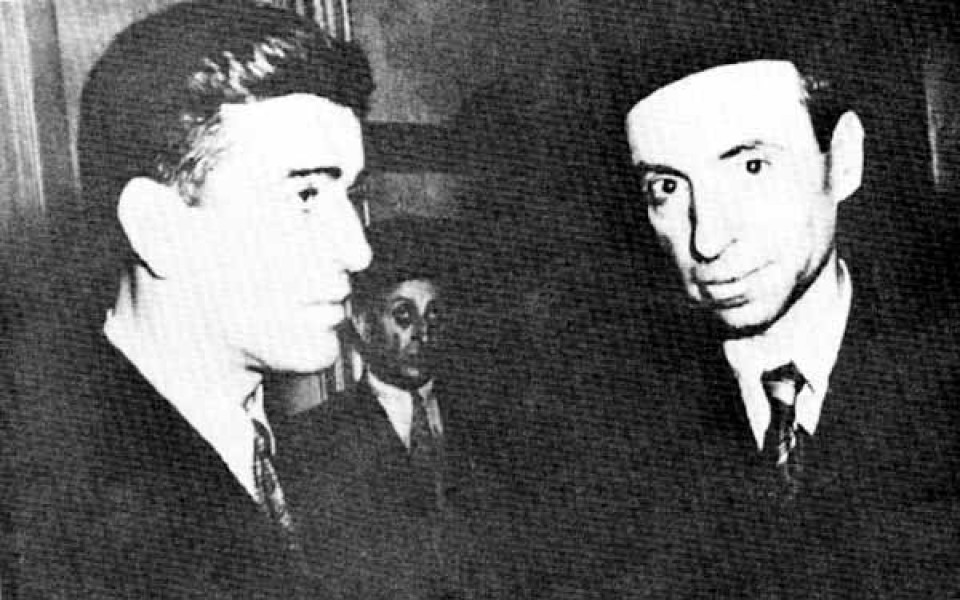
Akram al-Hawrani (à gauche) avec Michel Aflaq vu en 1957.

Le parti Baas, et indirectement la branche régionale syrienne, a été créé le 7 avril 1947 par Michel Aflak (un chrétien), Salah Eddine Bitar (un musulman sunnite) et Zaki al-Arsouzi (un musulman chiite alaouite). Le parti se proclamait « nationaliste, populiste, socialiste et révolutionnaire » et croyait en « l'unité et la liberté de la nation arabe dans sa patrie (arabe) ». Le parti s'est opposé à la théorie de la lutte des classes, mais a soutenu la nationalisation des principales industries, la syndicalisation des travailleurs, la réforme agraire et a soutenu l'héritage privé et les droits de propriété privée dans une certaine mesure. À cette époque, il a soutenu Gamal Abdel Nasser. En contrepartie, celui-ci a été soutenu par l'intelligetsia pro-égyptienne. Il s'est par la suite allié au Parti communiste syrien malgré leurs différences idéologiques pour mener à bien le progrès social.
L'assassinat du colonel baasiste syrien d'origine maghrébine Adnan al-Malki par un membre du Parti social nationaliste syrien (PSNS), opposé au nationalisme arabe, en avril 1955 permet au parti Baas et à ses alliés de lancer une répression, éliminant ainsi son rival.
Par la suite, le Baas a soutenu la République arabe unie (RAU). Par la suite, un coup d'État militaire à Damas en 1961 a mis fin à la RAU. Mais les relations dans la République arabe unie (RAU) ont été compliquées, le Baas a été interdit dans la RAU en raison de l'hostilité de Nasser envers des partis autres que le sien. La direction du Baas a dissous le parti en 1958, pariant que la légalisation contre certains partis nuirait davantage au PCS qu'au Baas. Seize politiciens éminents, dont al-Hourani et Salah Eddine Bitar – qui ont ensuite retiré sa signature, ont signé une déclaration soutenant le coup d'État. Les baasistes ont remporté plusieurs sièges lors des élections législatives de 1961.
Toutefois, un groupe militaire baasiste prépara le renversement du régime « séparatiste » qui était composé de nassériens indépendants et d'autres unionistes, dont des officiers baasistes.

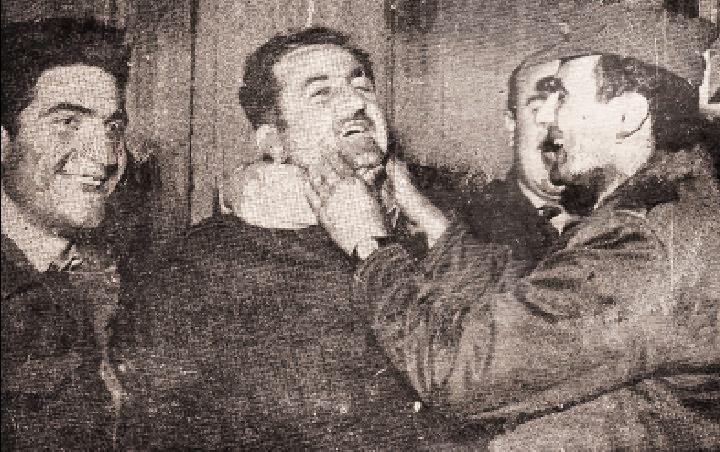
Salim Hatum (à gauche), Muhammad Umran (au centre) et Salah Jadid (à droite), membres du Comité militaire, célébrant le coup d'État de 1963.

Le Parti Baas syrien, domine alors la scène politique depuis 1963, défendait la justice sociale, le républicanisme, le panarabisme et la laïcité. Le baas d'origine est notamment moins à gauche que les nassérisme. Il va toutefois prendre de nouvelles directions idéologiques dans le temps.

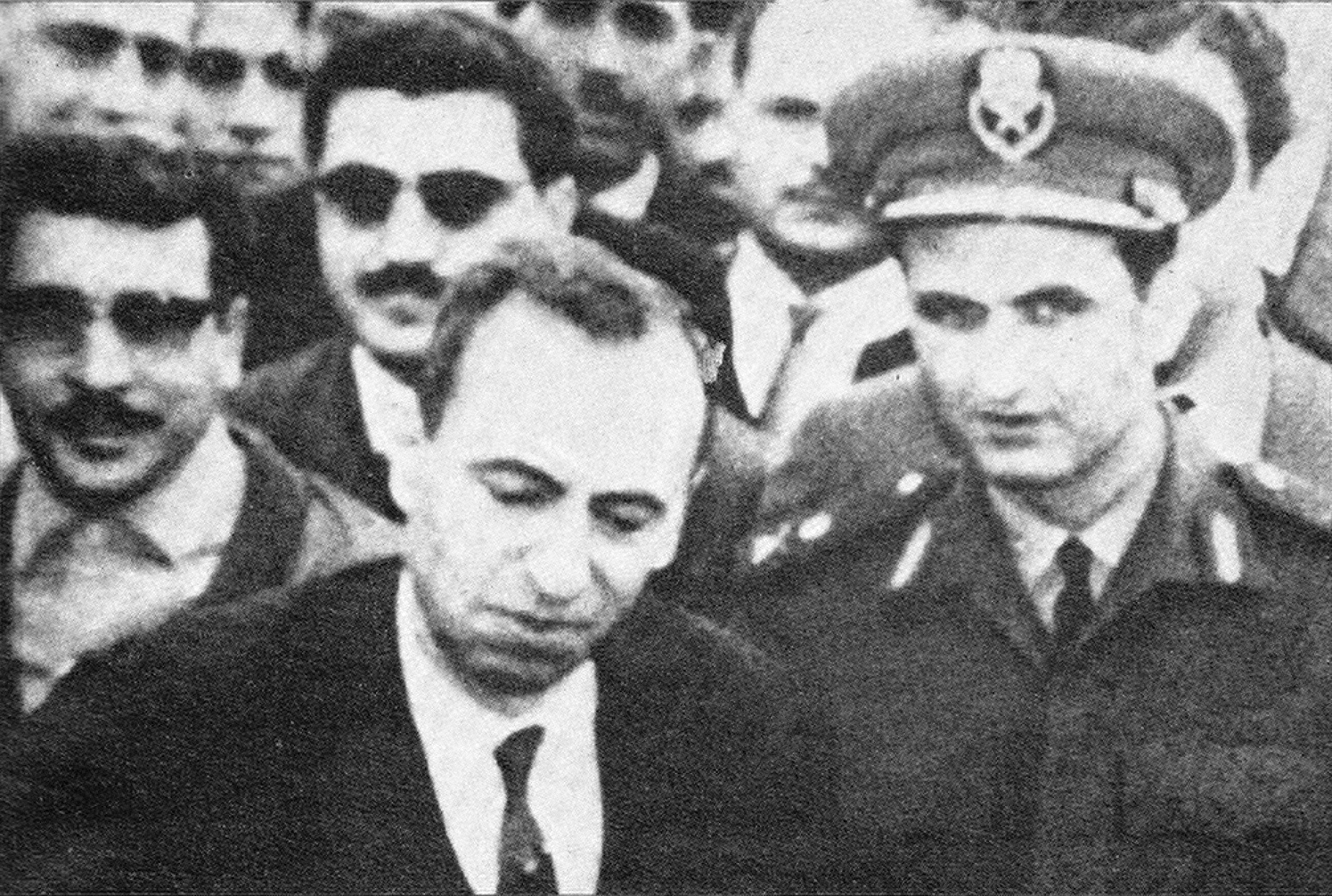
Aflaq et Salah Jedid en 1963, peu après leur prise de pouvoir.

À la suite de la prise de pouvoir du Baas après le coup d'état réussi, il y a eu une fracture au sein du Baas, entre le commandement national dirigé par Michel Aflak et les « régionalistes » de la branche régionale syrienne découlait de l'éclatement de la RAU, dirigée par Salah Jedid. Cette période voit également une tentative de révolte des nasséristes et des frères musulmans contre le pouvoir baasiste, accusant une partie du Baas de prendre une tournure communiste. Ils ont attaqué le parti Baas comme étant anti-sunnite et ont condamné la laïcité d'État du régime comme étant anti-religieuse et athée. Nasser lui-même a proscrit le Baas syrien pour sa laïcité militante et les propositions socialistes radicales de ses dirigeants.
Cette période prend fin lorsqu'un coup d'état en 1966 de la branche militaire du parti renverse la direction du baas, le baas va se radicaliser vers un nationalisme syrien strict abandonnant le panarabisme, et va se radicaliser à l'extrême gauche sous l'impulsion de Salah Jadid, influencé par le marxisme sans y adhérer totalement. La période voit également la domination de la minorité ethno-religieuse des Alaouites, qui sont des chiites fortement progressistes. Cette période voit aussi le militarisme s'inscrire dans le baasisme syrien. À ce moment-là, Michel Aflak et Salah Eddine Bitar sont alors contraints de quitter définitivement la Syrie et sont activement recherchés. Le nouveau Baas s'est alors radicalisé à gauche jusqu'à s'attaquer à ses dirigeants historiques. La tournure du nationalisme du Baas devient « régionaliste » et hostile au panarabisme classique, qui est lui aussi radicalisé vers une extrême gauche nationaliste arabe.
Cette période voit aussi l'éclatement du Parti Baas unifié entre une branche irakienne et ses affiliés et la branche syrienne. L'appellation néo-baasisme désigne ainsi la nouvelle force dominante du parti baas syrien. Ces politiques ont mis les baasistes syriens en conflit avec les idéologies panarabistes comme le nassérisme, accusé de trahir les idéaux socialistes et Nasser, à son tour, a qualifié le Baas de « parti fasciste et athée » et lui a reproché son laïcisme extrême qu'il pensait être une forme athée de laïcisme,.
Le néo-baasisme préconise la création d'une « avant-garde » de nationalistes révolutionnaires de gauche engagés à construire un État socialiste égalitaire en Syrie et dans d'autres pays arabes avant de prendre des mesures pour parvenir à l'unité panarabe.
Toutefois, la politique de Salah Jadid commença à mener à un mécontentement dans l'armée et celui-ci est renversé lors du mouvement correctif mené par Hafez el-Assad, son frère Rifaat el-Assad et Moustapha Tlass, Assad a proclamé soutenir et améliorer la « ligne nationaliste socialiste » de l'État et du Parti Baas syrien. Il rompt également avec la ligne de Salah Jadid quasiment nationale-communiste, et de sa la doctrine d'exportation des révolutions.
La nouvelle doctrine d'Assad mettait l'accent sur le nationalisme syrien, la défaite d'Israël, en développant l'armée syrienne et en mélant le socialisme d'État avec une économie mixte. Cette doctrine d'Assad a reçue un large soutien chez les baasistes syriens qui lui resteront loyaux jusqu'à sa mort en 2000.

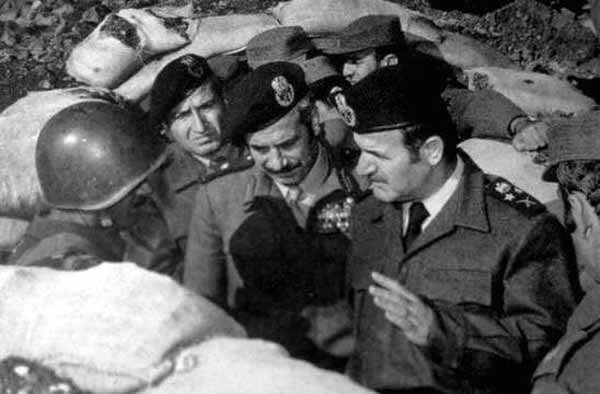
Hafez el-Assad et Moustapha Tlass sur le front du Golan, octobre 1973, pendant la guerre du Kippour.

La période d'Hafez el-Assad voit également une tentative de rapprochement avec le Parti Baas irakien dirigé par Ahmed Hassan al-Bakr, les deux pays, Syrie et Irak aillant alors les mêmes drapeaux et les mêmes slogans nationaux, se rapprochent d'une unification complète.
Toutefois, al-Bakr est limogé par son cousin Saddam Hussein qui met un terme à la tentative d'unification des deux pays. Le sixième jour de sa présidence, Saddam Hussein lance une purge au sein du parti baas irakien en accusant les coupables désignés de comploter en faveur du parti Baas syrien contre l'état irakien, amenant à la rupture définitive entre les deux partis et menant à une hostilité entre les deux pays jusqu'à la chute de Saddam Hussein en 2003. Quelques mois après la purge, la Syrie a soutenu l'Iran lors de la guerre Iran-Irak ainsi que l'opposition irakienne contre le régime de Saddam. En conséquence, le régime de Saddam a soutenu l'insurrection des Frères Musulmans en Syrie qui sera écrasée par le régime d'Assad avec l'appuie de l'Iran.
Le règne de Assad voit alors la création d'une coalition politique nationaliste de gauche dans un « Front national progressiste ». Toutefois, malgré la fin de la tournure marxisante, le régime reste un allié de l'Union soviétique et du pacte de Varsovie. Il tente toutefois de subordonner les forces de gauche au pouvoir baasiste, et les écrase lorsqu'il n'y parvient pas. Assad a conservé les politiques économiques et étrangères socialistes tout en tentant de se rapprocher des régimes arabes « réactionnaires » comme l'Arabie saoudite.
Durant la guerre civile syrienne, le groupe nationaliste syrien et irrédentiste de gauche « Résistance syrienne » combat au côté du gouvernement baasiste contre les rebelles syriens et les djihadistes.

## Mouvements et partis de gauche nationaliste
La liste des partis politiques actifs et des mouvements.
Les mouvements incluent des associations, des factions armées et des branches de partis politiques.

### Partis politiques actuels
- Arménie : Fédération révolutionnaire arménienne (FRA)
- Afrique du Sud : Combattants pour la liberté économique (EFF)
- Allemagne : BSW - Pour la raison et la justice
- Angola : Mouvement populaire de libération de l'Angola (MPLA)
- Argentine : Parti justicialiste
- Bangladesh : Ligue Awami, Parti nationaliste du Bangladesh
- Bolivie : Mouvement vers le socialisme (MAS)
- Bosnie-Herzégovine : Alliance des sociaux-démocrates indépendants
- Brésil : Parti de la patrie libre (en) (PPL)
- Bretagne : Breizhistance, Union démocratique bretonne (UDB)
- Chypre : Mouvement pour la démocratie sociale (EDEK)
- Catalogne : Gauche républicaine de Catalogne (ERC), Candidature d'unité populaire (CUP)
- Chine : Parti communiste chinois (PCC), Comité révolutionnaire du Kuomintang (CRK)
- Colombie : Forces armées révolutionnaires de Colombie - Armée du peuple (FARC-EP)
- République démocratique du Congo : Parti lumumbiste unifié (PALU)
- Corse : Femu a Corsica, Corsica libera, Core in Fronte, A manca
- Corée du Sud : Parti progressiste
- Côte d'Ivoire : Front populaire ivoirien (FPI)
- Cuba : Parti communiste de Cuba (PCC)
- République dominicaine : Parti de la libération dominicaine (PLD)
- Écosse : Parti national écossais (SNP), Parti socialiste écossais (SSP)
- Érythrée : Front populaire pour la démocratie et la justice
- Espagne : Parti carliste (PC), Front ouvrier (FO)
- Région flamande : Sociaal Flamingantische Landdag (SFL), Vlaams-Socialistische Beweging (V-SB)
- France : Pôle de renaissance communiste en France (PRCF) ; le Parti communiste français (PCF) de 1945 aux années 1980[87], puis depuis l’avènement de Fabien Roussel à sa tête, en 2018[88],[89] ; La France insoumise (selon le journaliste David Adler[90]) ; République souveraine (fondé par Georges Kuzmanovic, ex membre de LFI)[91].
- Galice : Bloc nationaliste galicien (BNG), Union du peuple galicien (UPG), Mouvement Galicien pour le Socialisme (en) (MGS), Galiza Nova (en), Isca, Anova-Fraternité nationaliste
- Pays de Galles : Plaid Cymru (PC)
- Groenland : Inuit Ataqatigiit (IA)
- Îles Féroé : République[92]
- Iran : Parti de l'Iran
- Irlande : Sinn Féin, Parti socialiste républicain irlandais (IRSP)
- Irlande du Nord : Armée républicaine irlandaise provisoire (IRA)
- Israël : Parti travailliste israélien, Meretz
- Kurdistan : Parti des travailleurs du Kurdistan (PKK/KADEK)
- Liban : Parti Baas socialiste arabe – Région du Liban, Parti social nationaliste syrien, Al-Mourabitoun
- Malaisie : Parti de l'action démocratique (DAP)
- Maurice : Mouvement militant mauricien (MMM)
- Mexique : Mouvement de régénération nationale (MORENA), Parti du travail (PT)
- Moldavie : Parti des socialistes de la république de Moldavie (PSRM)
- Nicaragua : Front sandiniste de libération nationale (FSLN)
- Nouvelle-Calédonie : Front de libération nationale kanak et socialiste (FLNKS)
- Occitanie : Partit occitan
- Palestine : Fatah, Front populaire de libération de la Palestine (FPLP), Front de lutte populaire palestinien (FLPP), Front populaire de libération de la Palestine-Commandement général (FPLP-CG), Fatah
- Pays basque : Euskal Herria Bildu, Euskal Herria Bai
- Pérou : Parti nationaliste péruvien (PNP)
- Porto Rico : Parti indépendantiste portoricain
- Québec : Parti québécois (PQ), Bloc québécois (BQ)
- Russie : Parti communiste de la fédération de Russie (KPRF), L'Autre Russie, Front national-bolchévique, Russie juste - Pour la vérité
- Serbie : Mouvement des socialistes (PS)
- Slovaquie : Direction – social-démocratie (SMER-SD)
- Syrie : Front national progressiste, Parti Baas syrien, Parti social nationaliste syrien, Union socialiste arabe, Unionistes sociaux-démocrates, Résistance syrienne
- Timor oriental : Front révolutionnaire pour l'indépendance du Timor oriental (Fretilin)
- Turquie : Parti patriote (Turquie) (ancien Parti des travailleurs)
- Vanuatu : Vanua'aku Pati (VAP)
- Venezuela : Parti socialiste unifié du Venezuela (PSUV)
- Wallonie : Rassemblement populaire wallon (RPW)
- Yémen : Parti socialiste yéménite

### Partis historiques
- Allemagne : Association nationale-sociale, Vieux parti social-démocrate
- Arabie saoudite: Parti d'action socialiste arabe de la péninsule Arabique
- Argentine : Parti Montonero
- Chine : Kuomintang (factions)
- Cuba : Parti orthodoxe, Parti Authentique
- Égypte : Union socialiste arabe
- Irak : Parti Baas irakien, Union socialiste arabe
- Irlande : Parti socialiste républicain irlandais (1896-1904), Irish National League
- Israël : Mapam
- Italie : Giovine Italia, Extrême gauche historique, Faisceau d'action révolutionnaire interventionniste
- Jordanie: Parti national-socialiste
- Ligue arabe: Parti Baas unitaire, Parti d'action socialiste arabe
- Russie: Parti national-bolchévique
- Yougoslavie: Parti socialiste de Serbie

### Mouvements actifs
- Argentine : Front progressiste large, Unité populaire
- Irak : Armée des hommes de la Naqshbandiyya
- Irlande : New Irish Republican Army
- Palestine : Organisation de libération de la Palestine, Brigades Jihad Jibril, Brigades d'Abou Ali Moustapha, Brigades de la résistance nationale, Front de libération de la Palestine, Armée de libération de la Palestine
- Syrie :Union révolutionnaire de la jeunesse, Garde nationaliste arabe, Résistance syrienne, Quwat al-Jalil, Résistance populaire dans la région de l'est

### Mouvements inactifs
- Arabie saoudite : Mouvement des Princes Libres
- Arménie : ASALA
- Argentine: Montoneros, Fuerzas Armadas Peronistas, Forces armées révolutionnaires, Armée Montonero
- Colombie : Forces armées révolutionnaires de Colombie, Movimiento 19 de Abril
- Cuba : Milices nationales révolutionnaires, Mouvement du 26 juillet
- Égypte : Mouvement des officiers libres, Rassemblement de libération (factions)
- Espagne : Groupes d'action carliste, Euskadi Ta Askatasuna
- États-Unis : Clubs nationalistes, Black Panthers Party
- Irak : Al-Awda
- Irlande : Armée républicaine irlandaise provisoire, Irish National Liberation Army, Official Irish Republican Army
- Liban : Mouvement national libanais, Front national libanais de la résistance
- Pologne : Partisans (fraction du Parti Ouvrier Unifié Polonais)
- Syrie: Brigades du Baas, Aigles de la tornade

## Évaluations critiques
Altiero Spinelli, un militant communiste condamné à l'emprisonnement par le régime fasciste, a développé au cours de son emprisonnement la conviction que l'internationalisme communiste était un instrument du nationalisme soviétique, de sorte que dans la seconde moitié des années 1930, il a rompu avec le Parti communiste italien et a embrassé l'idéal du fédéralisme européen.
Luis Rodríguez Abascal , faisant référence au nationalisme culturaliste, a déclaré que « celui-ci ne défend pas la diversité culturelle, mais propose plutôt un modèle normatif de culture qui homogénéise les pratiques culturelles préexistantes. Elle a du mal à faire autre chose car son point de départ est toujours une conception abstraite de la culture, qui la conçoit comme une unité uniforme ou homogène et l'étend idéalement sur tout un territoire sans prêter attention à ce que sont les pratiques culturelles quotidiennes sous-jacentes ou sans les accorder pertinence morale et politique ».
En référence au nationalisme, l'écrivain Jorge Luis Borges a noté : « En ce sens, [le nationalisme] est le principal scélérat de tous les maux. Cela divise les gens, détruit le bon côté de la nature humaine et conduit à des inégalités dans la répartition des richesses ».
Rıza Türmen, député du CHP d'Izmir et ancien juge de la CEDH, a traité l'Ulusalcılık comme une sorte de "nationalisme kémaliste extrême" et a déclaré qu'on ne peut pas être à la fois ulusalcı et gauchiste.